# Вустермарк
Вустермарк (њем. Wustermark) општина је у њемачкој савезној држави Бранденбург. Једно је од 26 општинских средишта округа Хафеланд. Према процјени из 2010. у општини је живјело 7.727 становника. Посједује регионалну шифру (AGS) 12063357.

## Географски и демографски подаци
Вустермарк се налази у савезној држави Бранденбург у округу Хафеланд. Општина се налази на надморској висини од 35 метара. Површина општине износи 52,6 km². У самом мјесту је, према процјени из 2010. године, живјело 7.727 становника. Просјечна густина становништва износи 147 становника/km².